# Milton (CDP, New Hampshire)
Milton CDP ist ein Census-designated place (CDP) in der Town of Milton im Strafford County im US-Bundesstaat New Hampshire. Die Volkszählung von 2020 erfasste 593 Einwohner. Der CDP wurde im Jahr 2010 erstmals vom Census definiert.

## Lage
Der Ort liegt bei den Koordinaten 43° 24' 12.94" Nord und 70° 59' 23.32" West auf einer Höhe von 114 Metern über dem Meeresspiegel am Salmon Falls River an der Grenze zu Maine. Die 2,1 km² große Fläche des Gebietes enthält laut Census 0,005 km² Wasserfläche. Durch den Ort verläuft die New Hampshire Route NH-125, auf die hier die NH-75 stößt.